# Imprensa Nacional - Casa da Moeda

Logo

La Imprensa Nacional - Casa da Moeda (INCM) est une institution portugaise résultant de la fusion en 1972 de deux institutions centenaires : l'Imprensa Nacional (imprimerie nationale) et la Casa da Moeda (maison de la monnaie). Cette société a été transformée en 1999 en société anonyme à capitaux exclusivement publics (décret-loi nº 170/99 du 19 mai).
La Imprensa Nacional - Casa da Moeda est la fabrique nationale de pièces de monnaie portugaises (pièces de circulation et pièces de collection).
Depuis 1853 et les premiers timbres à l'effigie de la reine Marie II, la Casa da Moeda, puis l'INCM, imprime les timbres-poste du Portugal.
L'institut produit également les papiers officiels de la République portugaise.